# Lista de prêmios e indicações recebidos por AKB48
Esta é a lista de prêmios e indicações recebidos por AKB48, um grupo feminino japonês formado em 2005 pela AKS.

## Prêmios e indicações
| Premiação                       | Ano  | Recipiente                                          | Categoria                             | Resultado | Ref.                      |
| ------------------------------- | ---- | --------------------------------------------------- | ------------------------------------- | --------- | ------------------------- |
| Billboard Japan Music Awards    | 2010 | AKB48                                               | Top Artistas Pop                      | Venceu    |                           |
| Billboard Japan Music Awards    | 2011 | AKB48                                               | Top Artistas Pop                      | Venceu    | [ 1 ]                     |
| Billboard Japan Music Awards    | 2011 | AKB48                                               | Artista do Ano                        | Venceu    | [ 1 ]                     |
| Billboard Japan Music Awards    | 2011 | "Everyday, Katyusha"                                | Hot 100 do Ano                        | Venceu    | [ 1 ]                     |
| Billboard Japan Music Awards    | 2012 | AKB48                                               | Artista do Ano                        | Venceu    | [ 2 ] [ 3 ] [ 4 ]         |
| Billboard Japan Music Awards    | 2012 | AKB48                                               | Top Artistas Pop                      | Venceu    | [ 2 ] [ 3 ] [ 4 ]         |
| Billboard Japan Music Awards    | 2012 | "Manatsu no Sounds Good!"                           | Hot 100 do Ano                        | Venceu    | [ 2 ] [ 3 ] [ 4 ]         |
| Billboard Japan Music Awards    | 2013 | AKB48                                               | Artista do Ano                        | Venceu    | [ 5 ]                     |
| Billboard Japan Music Awards    | 2013 | AKB48                                               | Top Artistas Pop                      | Venceu    | [ 5 ]                     |
| Billboard Japan Music Awards    | 2013 | "Koi Suru Fortune Cookie"                           | Hot 100 do Ano                        | Venceu    | [ 5 ]                     |
| Billboard Japan Music Awards    | 2016 | AKB48                                               | Artista do Ano                        | Venceu    | [ 6 ]                     |
| Billboard Japan Music Awards    | 2016 | "Tsubasa wa Iranai"                                 | Hot 100 do Ano                        | Venceu    | [ 6 ]                     |
| CCTV-MTV Music Award            | 2012 | AKB48                                               | Grupo Mais Popular da Ásia            | Venceu    | [ 7 ]                     |
| Dahsyatnya Awards               | 2016 | AKB48                                               | Melhor Convidado                      | Venceu    |                           |
| Japan Cable Awards              | 2011 | AKB48                                               | Prêmio Excelência em Música           | Venceu    | [ 8 ] [ 9 ] [ 10 ] [ 11 ] |
| Japan Cable Awards              | 2011 | AKB48                                               | Prêmio Especial                       | Venceu    | [ 8 ] [ 9 ] [ 10 ] [ 11 ] |
| Japan Cable Awards              | 2012 | "Gingham Check"                                     | Prêmio de Excelência em música a cabo | Venceu    | [ 8 ] [ 9 ] [ 10 ] [ 11 ] |
| Japan Cable Awards              | 2013 | "Heart Electric"                                    | Prêmio de Excelência em música a cabo | Venceu    | [ 8 ] [ 9 ] [ 10 ] [ 11 ] |
| Japan Cable Awards              | 2014 | "Kokoro no Placard"                                 | Prêmio de Excelência em música a cabo | Venceu    | [ 8 ] [ 9 ] [ 10 ] [ 11 ] |
| Japan Cable Awards              | 2015 | "Kuchibiru ni Be My Baby"                           | Prêmio de Excelência em música a cabo | Venceu    | [ 8 ] [ 9 ] [ 10 ] [ 11 ] |
| Japan Gold Disc Award           | 2010 | AKB48                                               | Prêmio especial                       | Venceu    |                           |
| Japan Gold Disc Award           | 2011 | "Beginner"                                          | Single do Ano                         | Venceu    |                           |
| Japan Gold Disc Award           | 2012 | AKB48                                               | Artista do Ano                        | Venceu    |                           |
| Japan Gold Disc Award           | 2013 | AKB48                                               | Artista do Ano                        | Venceu    |                           |
| Japan Gold Disc Award           | 2014 | AKB48                                               | Artista do Ano                        | Venceu    |                           |
| Japan Gold Disc Award           | 2015 | Tsugi no Ashiato                                    | Álbum do Ano                          | Venceu    |                           |
| Japan Gold Disc Award           | 2015 | "Labrador Retriever"                                | Single do Ano                         | Venceu    |                           |
| Japan Gold Disc Award           | 2016 | "Bokutachi wa Tatakawanai"                          | Single do Ano                         | Venceu    |                           |
| Japan Gold Disc Award           | 2016 | Koko ga Rhodes da, Koko de Tobe! 0 to 1 no Aida     | 5 Melhores Álbuns                     | Venceu    |                           |
| Japan Gold Disc Award           | 2017 | "Tsubasa wa Iranai"                                 | Single do Ano                         | Venceu    |                           |
| Japan Gold Disc Award           | 2018 | "Negaigoto no Mochigusare"                          | Single do Ano                         | Venceu    |                           |
| Japan Gold Disc Award           | 2018 | "Shoot Sign" e "#Sukinanda"                         | 5 Melhores Singles                    | Venceu    |                           |
| Japan Gold Disc Award           | 2019 | "Teacher Teacher"                                   | Single do Ano                         | Venceu    | [ 12 ]                    |
| Japan Gold Disc Award           | 2019 | "Teacher Teacher", "Sentimental Train" "No Way Man" | 5 Melhores Singles                    | Venceu    | [ 12 ]                    |
| Japan Gold Disc Award           | 2019 | Bokutachi wa, Ano Hi no Yoake wo Shitteiru          | 5 Melhores Álbuns                     | Venceu    | [ 12 ]                    |
| Japan Gold Disc Award           | 2020 | "Sustainable"                                       | Single do Ano                         | Venceu    | [ 13 ]                    |
| Japan Gold Disc Award           | 2020 | "Jiwaru Days" e "Sustainable"                       | 5 Melhores Singles                    | Venceu    | [ 13 ]                    |
| Japan Gold Disc Award           | 2021 | "Shitsuren, Arigato"                                | 5 Melhores Singles                    | Venceu    | [ 14 ]                    |
| Japan Record Award              | 2009 | AKB48                                               | Prêmio especial                       | Venceu    |                           |
| Japan Record Award              | 2011 | "Flying Get"                                        | Grande Prêmio                         | Venceu    |                           |
| Japan Record Award              | 2012 | "Manatsu no Sounds Good!"                           | Grande Prêmio                         | Venceu    |                           |
| Japan Record Award              | 2013 | "Koi Suru Fortune Cookie"                           | Grande Prêmio                         | Indicado  |                           |
| Japan Record Award              | 2013 | AKB48                                               | Prêmio de Ouro                        | Venceu    |                           |
| Japan Record Award              | 2014 | "Labrador Retriever"                                | Grande Prêmio                         | Indicado  |                           |
| Japan Record Award              | 2015 | "Bokutachi wa Tatakawanai"                          | Grande Prêmio                         | Indicado  |                           |
| Japan Record Award              | 2016 | "365 Nichi no Kamihikouki"                          | Grande Prêmio                         | Indicado  |                           |
| Japan Record Award              | 2017 | "Negaigoto no Mochigusare"                          | Grande Prêmio                         | Indicado  |                           |
| Japan Record Award              | 2018 | "Teacher Teacher"                                   | Grande Prêmio                         | Indicado  | [ 15 ]                    |
| Japan Record Award              | 2019 | "Sustainable"                                       | Grande Prêmio                         | Indicado  |                           |
| Mnet Asian Music Awards         | 2009 | "River"                                             | Prêmio Recomendado da Ásia (Japão)    | Venceu    | [ 16 ]                    |
| Mnet Asian Music Awards         | 2012 | "Uza"                                               | Melhor Artista Asiático Japonês       | Venceu    |                           |
| Mnet Asian Music Awards         | 2015 | AKB48                                               | Melhor Artista Asiático Japonês       | Venceu    |                           |
| Mnet Asian Music Awards         | 2017 | AKB48                                               | Melhor Artista Asiático Japonês       | Venceu    |                           |
| Space Shower Music Awards       | 2014 | "Koi Suru Fortune Cookie"                           | Prêmio Especial                       | Venceu    | [ 17 ] [ 18 ]             |
| Taisho Ryou Music Award         | 2016 | "365 Nichi no Kamihikouki"                          | Grande Prêmio                         | Venceu    | [ 19 ]                    |
| Television Drama Academy Awards | 2016 | "365 Nichi no Kamihikouki"                          | Melhor música-tema                    | Venceu    | [ 20 ]                    |
| V Chart Awards                  | 2015 | AKB48                                               | Artista Favorito do Ano               | Venceu    |                           |
| V Chart Awards                  | 2015 | AKB48                                               | Melhor Grupo Japonês                  | Venceu    |                           |

## Conjunto de Recordes

### Guinness World Records
É uma edição publicada anualmente, que contém uma coleção de recordes e superlativos reconhecidos internacionalmente , tanto em termos de performances humanas como de extremos da natureza.
| Ano  | Recorde Mundial                                                        | Recipiente                          | Ref.          |
| ---- | ---------------------------------------------------------------------- | ----------------------------------- | ------------- |
| 2010 | Maior Grupo Pop                                                        | AKB48                               | [ 21 ] [ 22 ] |
| 2012 | Maior número de cantores pop em um videogame                           | AKB1/149 Ren'ai Sōsenkyo            | [ 23 ]        |
| 2012 | Transmissão dos endossos de televisão com o mesmo produto em 24 horas. | AKB48 com Wonda Coffee Morning Shot | [ 24 ]        |

### Outros
| Ano  | Recorde                                                          | Recipiente                                            | Ref.   |
| ---- | ---------------------------------------------------------------- | ----------------------------------------------------- | ------ |
| 2013 | A maioria dos singles vendidos no Japão por uma artista feminina | AKB48                                                 | [ 25 ] |
| 2013 | Maiores vendas japonesas de um single do grupo feminino          | "Sayonara Crawl"                                      | [ 26 ] |
| 2013 | Mais singles de Milhão consecutivos vendidos no Japão            | "Heart Electric"                                      | [ 27 ] |
| 2013 | Mais singles de Milhão vendidos no Japão                         | "Suzukake Nanchara "Kimi no Hohoemi wo Yume ni Miru"" | [ 28 ] |
| 2017 | Maiores vendas japonesas de um single na primeira semana         | "Negaigoto no Mochigusare"                            | [ 29 ] |